# Aire métropolitaine de Porto

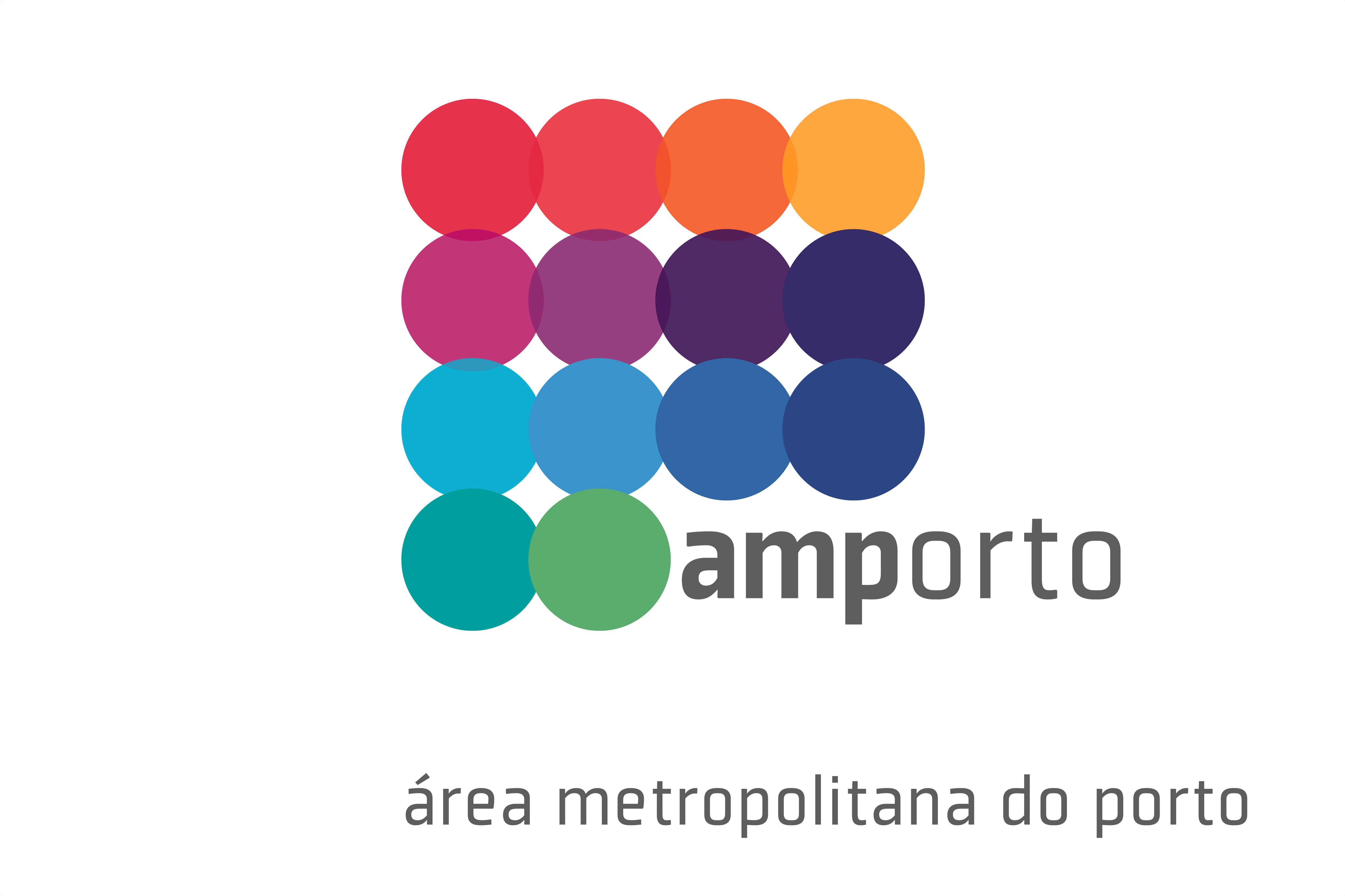
Logo de l'aire métropolitaine

L'Aire métropolitaine de Porto (portugais : Área Metropolitana do Porto) est une région métropolitaine dans les zones côtières du nord du Portugal qui regroupe 17 municipalités, dont la Ville de Porto, la deuxième plus grande zone urbaine du pays. 
L'Aire métropolitaine de Porto a été créée en 1991. C'est une union des municipalités métropolitaines, comprenant à la fois des anciens de la Grande sous-Région de Porto (9 communes) et Entre Douro e Vouga sous-Région (5 communes) qui sont deux NUTS III subdivisions ainsi que des pièces de Ave sous-Région et Tâmega sous-Région. La population de 2011 était de 1 759 524 habitants répartis dans une zone de 2,040.31 km2. Actuellement, la municipalité la plus peuplée est de Vila Nova de Gaia, qui est situé sur la rive sud du fleuve Douro, sur le côté opposé de Porto.

## Le gouvernement

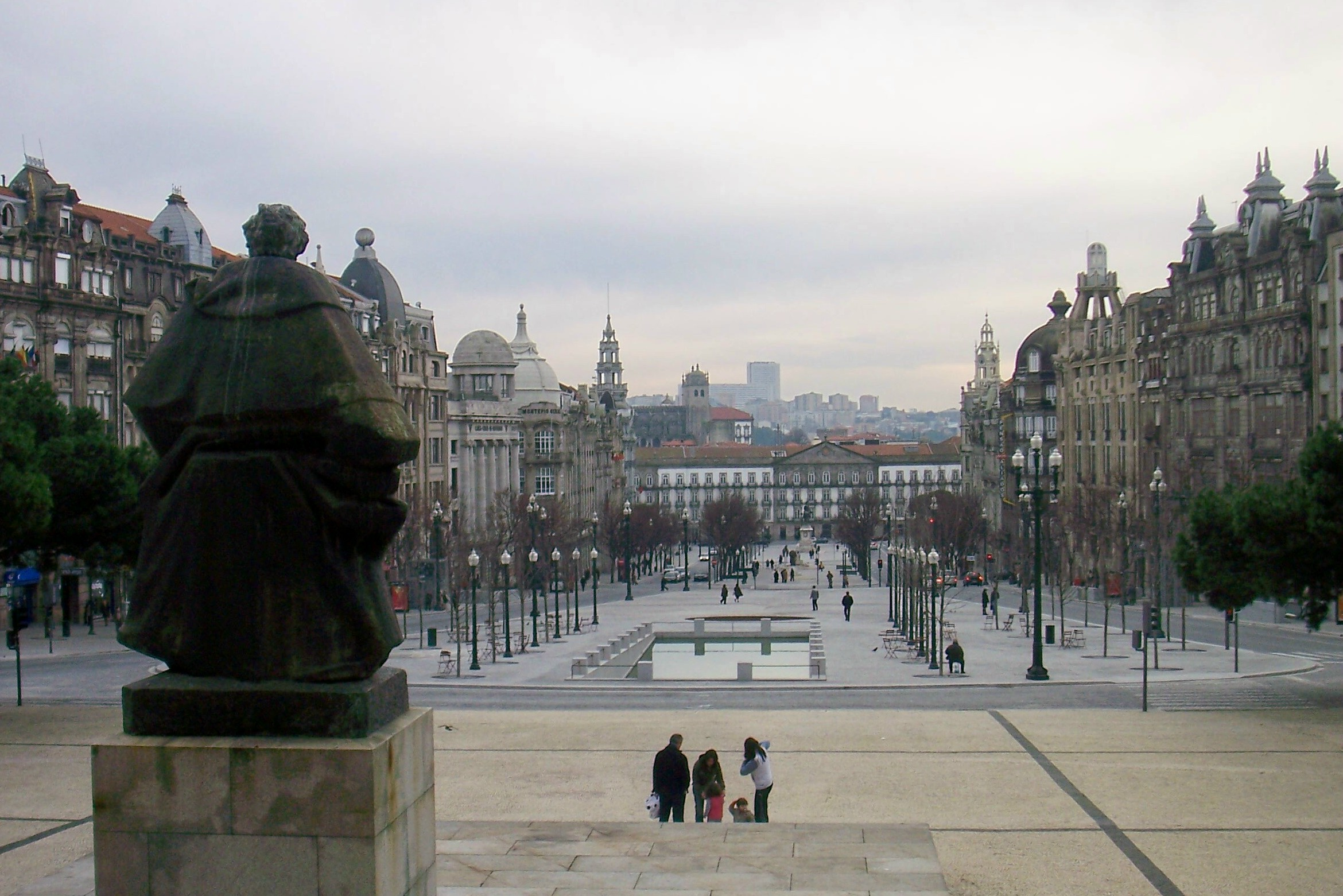
Le siège de la zone métropolitaine est situé dans l'Avenida dos Aliados.

La région métropolitaine est régie par la Junte Metropolitana do Porto (JMP), dont le siège est dans l'Avenida dos Aliados, dans le centre-ville de Porto, sous la présidence de Hermínio Loureiro, aussi la maire de Oliveira de Azeméis municipalité, depuis les Élections Municipales tenues en 2013, lorsqu'il succéda à Rui Rio, maire de Porto.
L' Assembleia Metropolitana do Porto (Porto Assemblée Métropolitaine) est composé de 43 Députés, le PSD partie a 20 sièges, le PS 16, le CD 3, CDU 3 et de l'ÊTRE, une.
Bien que le gouvernement a interrompu l'intention de créer de nouvelles métropoles et les communautés urbaines, il est soucieux de s'assurer une plus grande autonomie à Porto et à Lisbonne, les régions métropolitaines.

## Les zones urbaines et d'agglomération

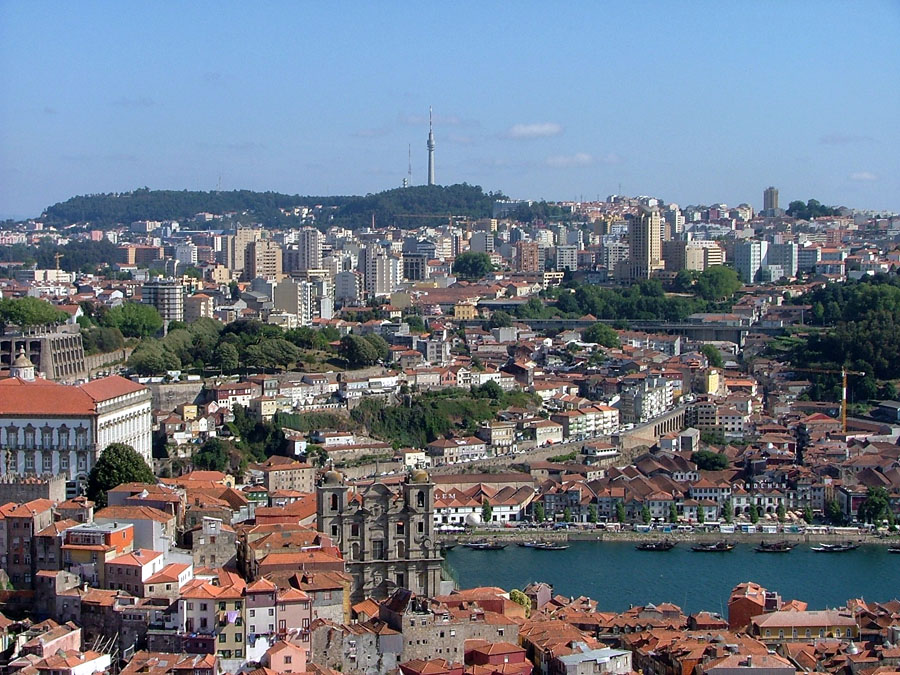
Porto et de Vila Nova de Gaia

Porto forme la deuxième plus grande région métropolitaine du Portugal avec environ 1,7 million de personnes. Il regroupe les plus grandes Porto Zone Urbaine, le deuxième plus grand dans le pays, assemblés par les municipalités de Porto, Matosinhos, Vila Nova de Gaia, Gondomar, Valongo et Maia. Une petite zone urbaine de Póvoa de Varzim et Vila do Conde, qui se classe comme l'une des six plus grandes du Portugal continental. La nouvelle de l'espace régional de planification de programme (PROT-Norte), reconnaît à la fois les zones urbaines et s'engage dans leur développement.
Il y a quelques intentions de fusionner les municipalités de Porto, Gaia et de Matosinhos en une seule municipalité et une  réquisition civile est en cours. Le gouvernement a également commencé à discuter de la fusion de certaines municipalités en raison des agglomérations, mais il a abandonné. Il y a une idée similaire pour la communauté d'agglomération de Póvoa de Varzim et Vila do Conde, et les deux municipalités ont décidé de travailler main dans la main, dans la santé, l'éducation, les transports et d'autres secteurs. Plusieurs municipalités de la région métropolitaine ont également progressé, devenant ainsi la cohésion d'un groupe.

## Subdivisions et population
| Municipality         | Area (km²) | Population (2011) | NUTS III region             |
| -------------------- | ---------- | ----------------- | --------------------------- |
| Santo Tirso          | 136.60     | 71,530            | Área Metropolitana do Porto |
| Trofa                | 72.02      | 38,999            | Área Metropolitana do Porto |
| Arouca               | 329.11     | 22,359            | Área Metropolitana do Porto |
| Oliveira de Azeméis  | 161.10     | 68,611            | Área Metropolitana do Porto |
| Santa Maria da Feira | 215.88     | 139,312           | Área Metropolitana do Porto |
| São João da Madeira  | 7.94       | 21,713            | Área Metropolitana do Porto |
| Vale de Cambra       | 147.33     | 22,864            | Área Metropolitana do Porto |
| Espinho              | 21.06      | 31,786            | Área Metropolitana do Porto |
| Gondomar             | 131.86     | 168,027           | Área Metropolitana do Porto |
| Maia                 | 82.99      | 135,306           | Área Metropolitana do Porto |
| Matosinhos           | 62.42      | 175,478           | Área Metropolitana do Porto |
| Porto                | 41.42      | 237,591           | Área Metropolitana do Porto |
| Póvoa de Varzim      | 82.21      | 63,408            | Área Metropolitana do Porto |
| Valongo              | 75.12      | 93,858            | Área Metropolitana do Porto |
| Vila do Conde        | 149.03     | 79,533            | Área Metropolitana do Porto |
| Vila Nova de Gaia    | 168.46     | 302,295           | Área Metropolitana do Porto |
| Paredes              | 156.76     | 86,854            | Área Metropolitana do Porto |
| Total                | 2,040.31   | 1,762,524         |                             |

## Transport

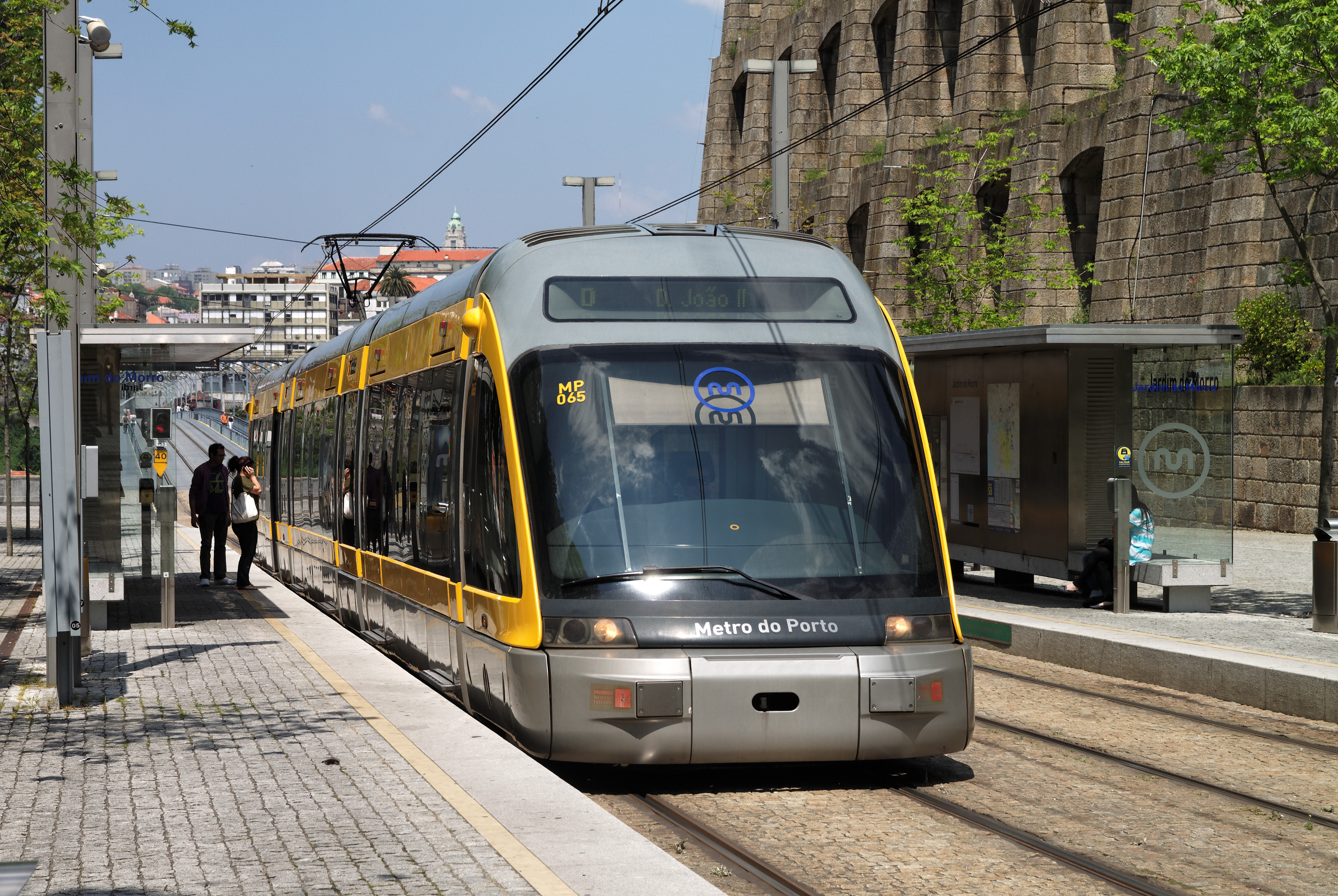
Porto de Métro du réseau est de sept municipalités de la région métropolitaine.

La région Métropolitaine est enclin à développer son réseau de transport. Porto Métro est un système de transport Rapide qui relie les municipalités de Porto, Vila Nova de Gaia, Matosinhos, Gondomar, Maia, Vila do Conde et de Póvoa de Varzim. 
Le Porto/ Francisco de Sá Carneiro Airport / Pedras Rubras (BOA), entre les municipalités de la Maia, Matosinhos,et Vila do Conde, est aussi l'un de ses plus grands investissements. Il a été transformé à partir d'un vieux et obsolète de l'aéroport pour un transport moderne, centre, lié à Porto Métro. Le PEJ est aussi en train d'essayer de faire pression sur le gouvernement pour ajouter un TGV de la ligne de lien de Vigo en Galice à Aéroport de Porto dans le but de faire de Porto de la circulation aérienne centre de la partie Nord-Ouest de la Péninsule Ibérique et de resserrer ses liens historiques avec cette province espagnole.
Plus de Porto est servi par un grand nombre d'Autoroutes reliant les principaux quartiers du centre de la région métropolitaine et la région avec les autres principales villes portugaises (cidadesportuguesas).
Le port maritime principal est le port de Leixões.
Autoroutes:
- A1 - Lisbonne - Porto (Nord De L'Autoroute)
- A3 - Porto - Valença
- A4 - Porto - Quintanilha/Espanha
- A7 - Póvoa de Varzim - Vila Pouca de Aguiar
- A20 - Carvalhos - Nó de Francos (CRIP - Porto Intérieure-Anneau de l'Autoroute)
- A28 - Porto - Caminha (Nord Du Littoral De L'Autoroute)
- A29 - Angeja - Porto
- A32 - Oliveira de Azeméis - Porto
- A41 - Perafita - Espinho (CREP - Porto Extérieure de la Bague de l'Autoroute)
- A42 - A41 - Felgueiras
- A43 - Porto (A-20) - Aguiar de Sousa
- A44 - Gulpilhares (A29) - A20